# تبقل (وادي العين)

تعديل مصدري - تعديل

تبقل هي إحدى قرى عزلة وادي العين بمديرية حورة التابعة لمحافظة حضرموت، بلغ تعداد سكانها 120 نسمة حسب تعداد اليمن لعام 2004.